# أحمد نعمة
أحمد نعمة كامل مطرب عراقي ولد في بغداد 1964 حاصل على شهادة دبلوم دراسات موسيقية قسم الصوت، دخل عالم الغناء في ثمانينيات بأغنية (لوصدك تريدون العشرة) ومن ثم عرفه الجمهور بأغنية (على العنوان أكتبلك)، شارك في أعمال كممثل منها فيلم أحمد وحمود وشارك أيضا في مسرحية المحلة وشارك كمؤدي صوت في الرسوم المتحركة وكان له دور في مسلسل دار الزمن
وقبل انطلاق مسيرته الفنية كان له شغف في كرة القدم، لعب في عدة فرق شعبية ثم انتقال إلى نادي العمال ثم نادي الشرطة.

## حياته المهنية
دخل أحمد نعمة إذاعة بغداد منتصف الثمانينات مع كوكبة من المطربين بينهم محمود انور وكاظم الساهر عبر برنامج (اصوات شابة) الذي يقدمه الملحن فاروق هلال، شارك في برنامج (عراق ستار) كعضو لجنة تحكيم على قناة السومرية ، ثم تولى منصب مدير بيت المقام العراقي التابع لدائرة الفنون الموسيقية.
شارك في العديد من المهرجانات منها:
- مهرجان طريق الحرير في اليابان
- مهرجان المدينة في تونس
- مهرجان الاغنية العربية في مصر

- يصبرني
- هي انتهت
- ردتك تجينه
- على العنوان
- رادها من الله
- اظل اهواك
- شارع الحبايب
- اني اللي كلت التوبة
- المايريدك لاتريده
- وين اخبارك
- اشكرك
- تحاسبني على الايام
- أجمل ما بالكون
- خسارتنا
- لو صدك تردون عشرة
- بين عليه الكبر
- ذكرى انا مشتاك
- ليش تلف وتدور
- ما اخدعك
- مايهزني كلشي منك
- لهنانه وبس
- اليوم افراح وتهاني
- حبيبي كف الملام
- لعبة بيدك
- الله يعين ابن آدم الله